# 何淑萍 (香港)

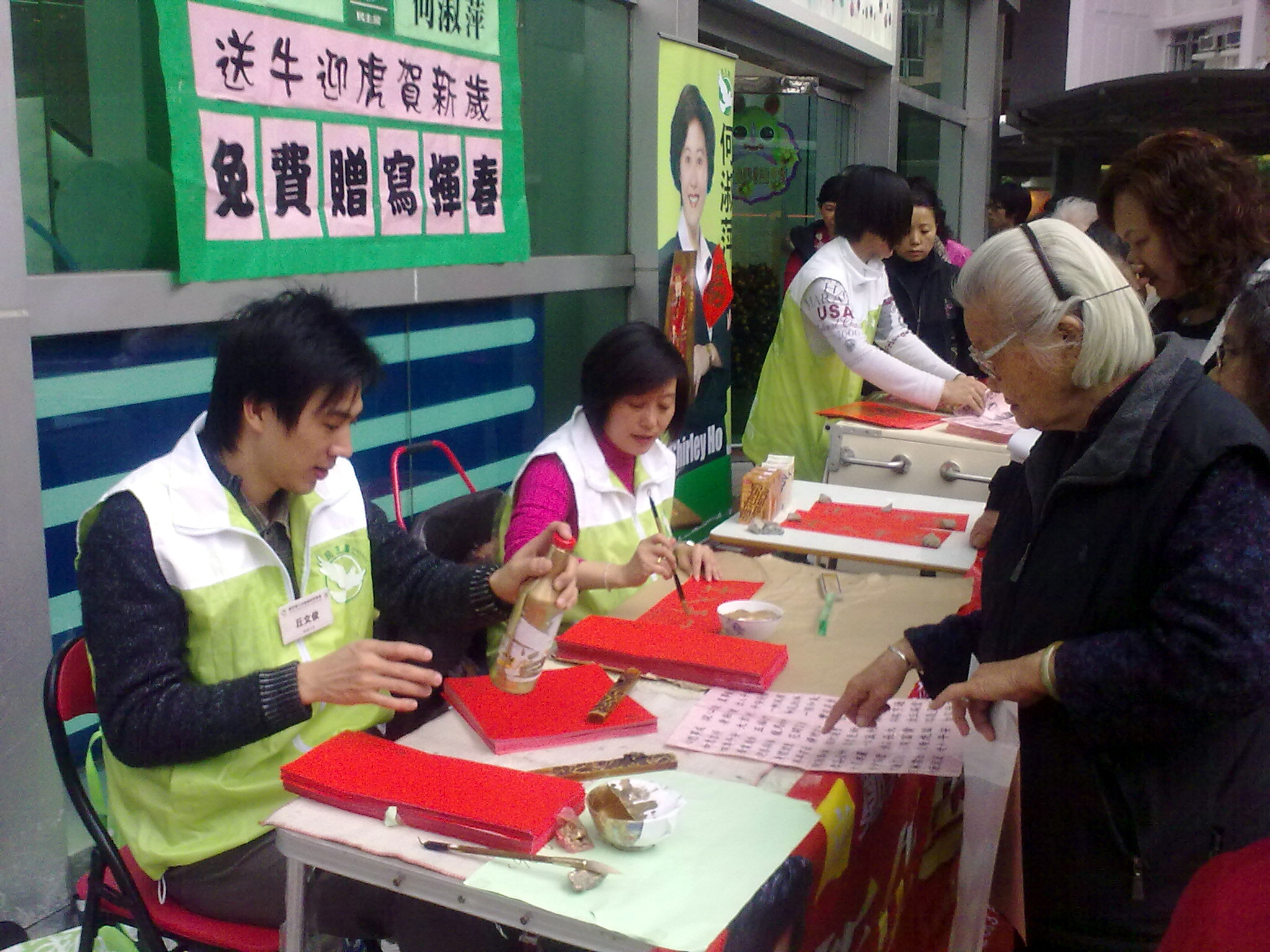
何淑萍〔中〕為頌安邨街坊寫揮春，右邊為前任沙田區議員丘文俊

何淑萍（英語：Shirley Ho Suk-ping，1961年－），民主黨創黨成員，曾為民主黨新界東支部常委，在1994年至1999年及2004年至2007年期間曾任沙田區議員。
2011年1月15日，何淑萍宣佈聯同12名民主黨員退黨。

## 生平
何淑萍在1994年開始任沙田區議員，她於1999年香港區議會選舉在錦豐選區得到1,648票，以二百多票之差敗給民建聯的新人陳克勤（當時陳得到1,875票），連任失敗。她於2003年香港區議會選舉以2,163票擊敗了民建聯立法會議員劉江華，當時劉得到1,885票。何淑萍參與了2000年香港立法會選舉及2004年香港立法會選舉，但由於她在鄭家富名單的排名很後，所以只當陪跑分子。
她當選後一度與方鎮邦共同使用設於頌安邨頌智樓地下的議員辦事處，直到方鎮邦退出民主黨為止，之後她的辦事處搬到同在頌智樓的鄭家富議員辦事處繼續工作。

### 2007年區議會選舉
何淑萍在2007年區議會選舉競逐連任，結果得1,680票，以350票之差敗給民建聯新人楊文銳（2,030票），再度連任失敗。何淑萍在2008年香港立法會選舉新界東選區的鄭家富名單排在第三名。

### 2011年退出民主黨
2011年1月15日，何淑萍發表公開信宣佈聯同12名民主黨員退黨，原因是在政改方案後，其與黨的路線和理念有明顯分歧，並批評由前綫過檔至民主黨的副主席劉慧卿霸道專橫，於地區工作打擊原有民主黨成員。

## 車道糾紛

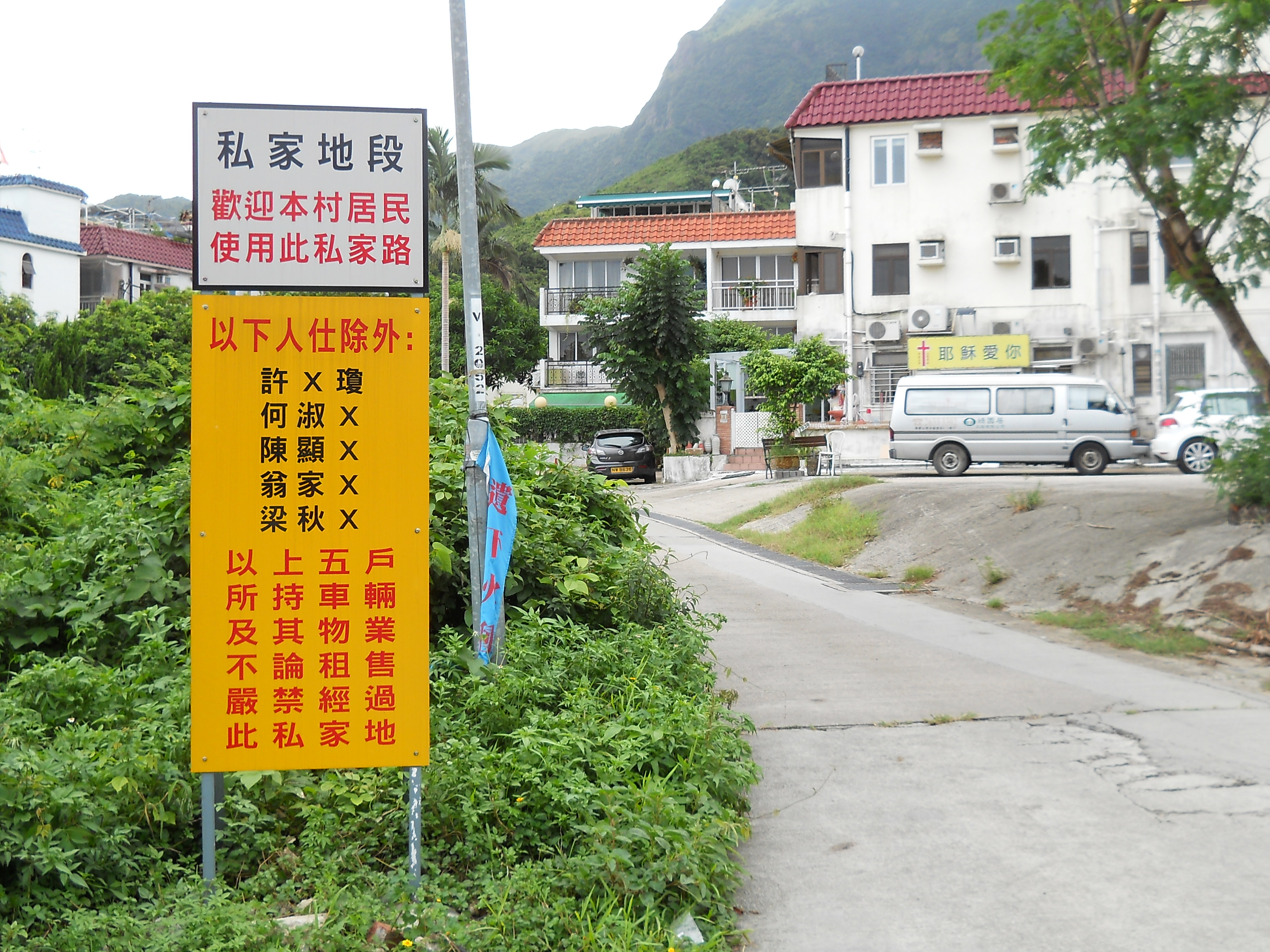
官坑村禁止何淑萍使用私家地段告示

何淑萍於2007年7月搬入十四鄉官坑村一個三樓連天台單位，被居民投訴她一戶人泊6部私家車，又包庇外來重型車輛及24座校巴等入村泊車，導致阻塞村路造成危險，官坑村一批原居民用鐵柱及鐵鏈鎖路，點名禁止何淑萍等五戶「所有車輛嚴禁經過此私家地」。
何淑萍聯絡地政署要求劃清官地與私家地範圍，2008年11月6日地政署、民政事務處人員到場量度，民居衝前阻止，情況混亂，警方接報到場調解，村民最終讓步移開鐵柱及鐵鏈，但要求何淑萍等每戶只可停泊兩部車，亦不准外來重型車及校巴停泊，事件才告平息。
何淑萍於2011年8月8日報稱有中國籍女子偷拍其裙底，其間與其他人辱罵男警員，被網民冠以「馬鞍山潑婦」稱號。